# Oven visse vande
Oven visse vande er et album med viser af og med Povl Dissing og Benny Andersen fra 1981.

## Baggrund
I 1972 havde digteren og musikeren Benny Andersen skrevet romanen Svantes viser, der i sig havde en række viser skrevet af forfatterens fiktive ven, Svante Svendsen. Disse digte havde Andersen sat musik til, og han overtalte Povl Dissing til at synge dem på et album med samme titel, der blev udgivet året efter. Albummet blev meget populært, og Dissing og Andersen blev efterspurgte til koncerter i hele landet. 
Det var nærliggende at videreføre samarbejdet, hvilket var sket med et par album på lidt andre betingelser i løbet af 1970'erne. Men det var først med Oven visse vande, at konceptet fra Svantes viser igen blev ført ud i livet. Her skrev Benny Andersen nogle viser, som blev sat i musik af enten ham selv eller for nogle af visernes vedkommende af Dissing. 

## Spor
Alle sange skrevet og komponeret af Benny Andersen. 
| #  | Titel                                                   | Længde |
| -- | ------------------------------------------------------- | ------ |
| 1. | "Hilsen til forårssolen" (Skrevet med Povl Dissing)     | 5:10   |
| 2. | "Da jeg mødte dig"                                      | 5:28   |
| 3. | "Virus blues"                                           | 4:35   |
| 4. | "Stort-småt-sort-blåt-blues" (Skrevet med Povl Dissing) | 4:21   |
| 5. | "Rosalina"                                              | 4:34   |
| 6. | "Udsigt med kikkert"                                    | 4:05   |
| 7. | "Olie-blues"                                            | 4:13   |
| 8. | "Barndommens land"                                      | 4:12   |
| 9. | "Go'nu nat" (Skrevet med Povl Dissing)                  | 3:43   |

## Medvirkende
Følgende var med til at lave albummet:
Musikere
- Benny Andersen: Klaver
- Povl Dissing: Sang, guitar
- Jens Jefsen: Akustisk bas
- Egon Aagaard: Harmonika
- Steen Vig: Sopransaxofon (på 3, 5 og 7)
- Peter Bastian: Pennywhistle, maracas (5), fagot (6)
- Peter Abrahamsen: Kor (1)
- Ken Gudman: Trommer (3)
- Ole "Fessor" Lindgreen: Trombone (7)
- Werner Work Nielsen: Trompet (7)
- Peter Thorup: El-guitar (9)

Øvrige
- Freddy Hansson, Tom Andersen: Teknik
- Peter Abrahamsen: Producer
- Andreas Trier Mørch: Fotos
- John Ovesen: Coverdesign

## Cover
I originaludgaven på lp bestod coveret af et dobbeltopslag. På forsiden var et stort foto af Dissing og Andersen i et lidt sløret spejlbillede, som fotograferet i vand, hvor billedet er vendt, så hovederne vender nedad. Øverst (på deres bryster) står navne og titel på albummet.
På bagsiden er der centralt et foto af de to kunstnere i en koncertsituation med hver sit instrument, mens de basale informationer om albummet står over og under billedet.
Når man åbner albummet finder man tekster til og detaljerede informationer om hver af sangene på albummet samt en række fotos af musikerne fra studiet.

## Modtagelse
Albummet blev en næsten lige så stor succes som Svantes viser, og flere af sangene er blevet så udbredte, at to af dem er optaget i Højskolesangbogen: "Barndommens land" og "Go'nu nat". 
Samarbejdet mellem Dissing og Andersen blev befæstet med dette album, og parret udsendte senere også Hymner og ukrudt (1984) og Over adskillige grænser (1988), lige som de turnerede flittigt i mange år.